# Alexandrovka

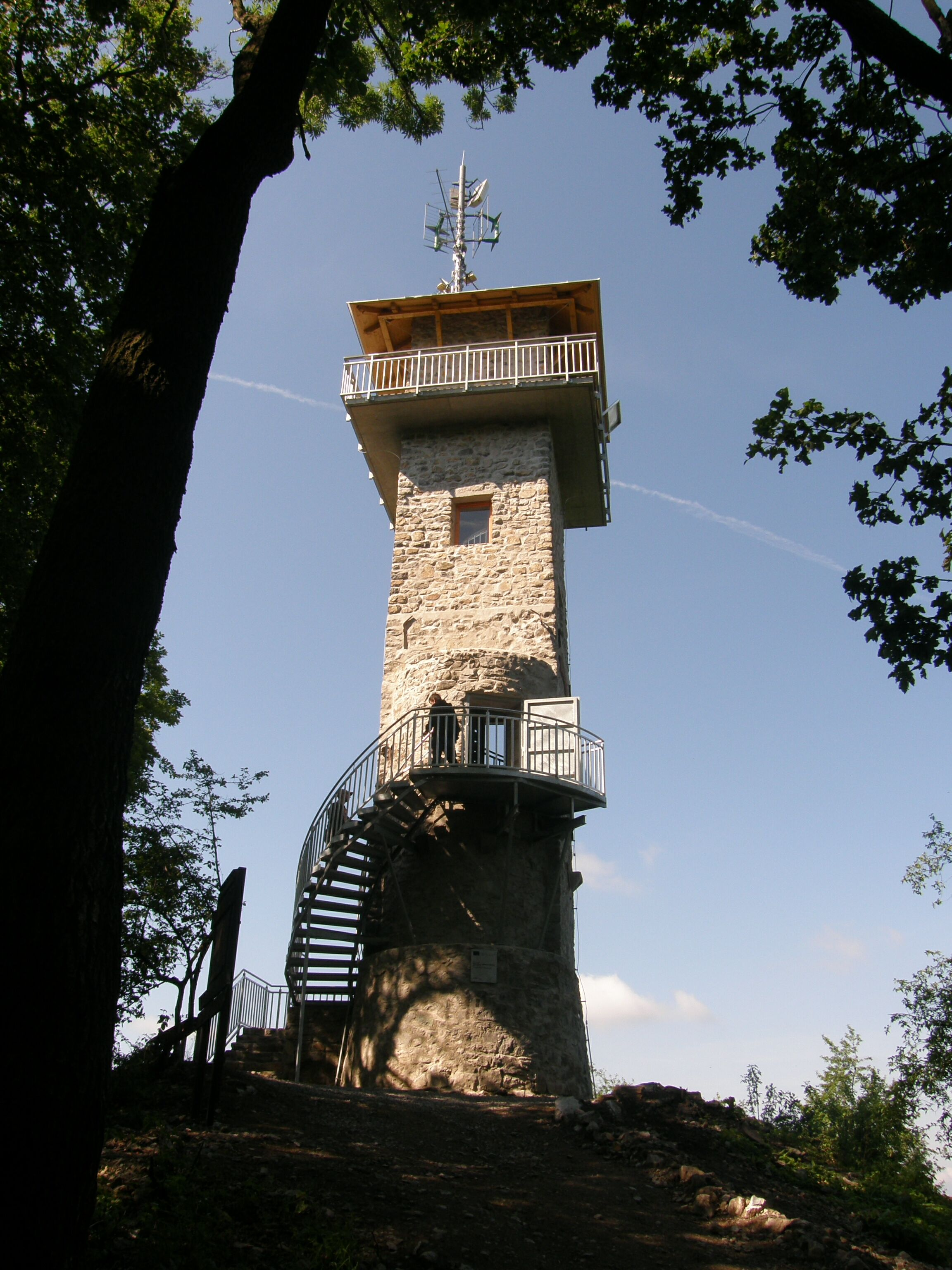
Alexandrovka

Alexandrovka ist ein Aussichtsturm bei Adamov in der Region Jihomoravský kraj (Tschechien).
Der Turm befindet sich auf einem Hügel 496 Meter über dem Meeresspiegel und ist 17 Meter hoch. Für die Touristen wurde er 1887 zugänglich gemacht. Während des Zweiten Weltkriegs wurde er beschädigt und in den 1970er Jahren sowie 2009 rekonstruiert.